# Насибулин, Альберт Галийевич
Альбе́рт Гали́йевич Насибу́лин (род. 23 марта 1972, Новокузнецк, Кемеровская область, СССР) — российский учёный-физикохимик, специалист в области синтеза, исследования механизмов роста и применения наноматериалов.
Доктор технических наук, профессор РАН (2018). Профессор Центра фотоники и квантовых материалов Сколковского института науки и технологий.
Автор свыше 400 научных работ, индекс Хирша — 69. Ведущая академическая платформа Research.com включает А. Г. Насибулина в число наиболее крупных исследователей в области материаловедения.

## Биография, карьера
Родился в 1972 году.
Окончил химический факультет Кемеровского государственного университета (КемГУ) в 1994 году. Получил учёные степени кандидата химических наук по специальности «физическая химия» (1996, КемГУ) и доктора технических наук по специальности «порошковая металлургия и композиционные материалы» (2011, Санкт-Петербургский политехнический университет).
С 1999 по 2014 г. жил и работал в Финляндии, 1999-2002: старший научный сотрудник Научно-исследовательского центра Финляндии (VTT) (фин. Teknologian tutkimuskeskus VTT Oy), с 2003: старший научный сотрудник, затем доцент кафедры прикладной физики Технологического университета Хельсинки (с 2011 года Аалто Университет, фин. Aalto-yliopiston teknillinen korkeakoulu). В 2011-2018 гг. адъюнкт-профессор кафедры прикладной физики, с 2019 по 2022 гг. — кафедры химии и науки о материалах Университета Аалто (в т. ч. дистанционно). С 2006 по 2011 годы занимал пост Academy Research Fellow в Академии наук Финляндии.
В 2014 году переехал в Россию, работает профессором Центра фотоники и квантовых материалов Сколковского института науки и технологий (Сколтеха), с 2020 года — заведующий лабораторией наноматериалов.

## Профессиональные достижения

### Научно-исследовательская деятельность
Научная работа А. Г. Насибулина посвящена газофазному синтезу, изучению механизма роста наноматериалов: наночастиц, нанотрубок и нитевидных кристаллов. Он является автором ряда оригинальных технологий синтеза однослойных углеродных нанотрубок (ОУНТ) аэрозольным методом химического осаждения.
В настоящее время под руководством Насибулина ведутся исследования синтеза, свойств и применений ОУНТ в таких направлениях как: прозрачные гибкие и эластичные электроды; волокна из однослойных углеродных нанотрубок; фотодетекторы в видимом и ИК диапазонах; широкополосный термоакустический генератор ультразвука; переключаемые насыщающиеся поглотители; солнечные панели; электронный нос.
В начале 2019 года в журнале «Огонёк» (издание АО «Коммерсантъ») появилось обстоятельное интервью учёного о его работе в сфере нанотехнологий.
А. Г. Насибулиным опубликовано более 400 статей в международных реферируемых изданиях, включая журналы топ-уровня: Nature Nanotechnology, Nature Comminications, Nano Letters, ACS Nano, Angewandte Chemie, Advanced Materials, Physical Review Letters, Chemistry of Materials и другие. Общий индекс цитирования его статей на конец февраля 2025 года составлял 18120, индекс Хирша 69 (по базе Google scholar); те же показатели в системе Scopus — 13573 и 60. А. Г. Насибулин имеет на своём счету около 40 патентов, многие из них нашли реальное применение. Сделал более 400 научных докладов по вопросам синтеза и применения наноматериалов, из них 16 пленарных, 57 в качестве приглашённого специалиста.

### Преподавание, предпринимательство, оргработа
Преподаёт в магистратуре и аспирантуре Сколтеха курсы «Углеродные наноматериалы», «Прикладная физика аэрозолей» и «Инновации и предпринимательство». Под руководством А. Г. Насибулина защищены 1 докторская диссертация, 25 работ уровня кандидата наук, более 75 бакалаврских и магистерских дипломов.
Является сооснователем трёх компаний в сфере высоких технологий: «Canatu Ltd.» (спин-офф Технологического университета Хельсинки, 2008), «Криптохимия» (2017) и «НоваПринт 3Д» (2019) (спин-офф компании Сколтеха).
Входит в состав редколлегии Nanomaterials – Open Access Journal (c 2019 года) и Oxford Open Energy (с 2021 года). Эксперт и рецензент проектов различных национальных и международных программ и научных фондов.
Организатор нескольких крупных международных конференций: председатель III и VIII Международных конференций по электромагнитным свойствам новых материалов (2018 и 2024, Москва, по 130 участников), председатель Национального комитета конференции по нанотрубкам NT13 (2013, Эспоо, 450 участников), сопредседатель 2-го симпозиума по наноуглеродным композитам NCC2013 (2013, около 150 участников), сопредседатель российско-баварской (CMB, 2019, химия и биомедицина) и российско-финской (BIC-FM, 2020, функциональные материалы) конференций, а также других научных форумов.

## Награды, признание
- премия Финской аэрозольной ассоциации[11] (2010)
- международная премия Смолуховского[12] (2011) за развитие метода синтеза и исследование механизмов роста углеродных нанотрубок
- неоднократно признавался лучшим профессором Сколтеха (2017[4], 2019[13], 2020[14], 2021[15], 2022[16], 2024[17])
- почётное учёное звание профессора Российской академии наук[18] (2018)
- золотая медаль им. И. В. Петрянова за достижения в области физической и прикладной химии[19] (2019)